# Notorynchus
Genre
Synonymes
- Notorhynchus[1]

Notorynchus est un genre de requins de la famille des Hexanchidae.

## Liste d'espèces
Selon BioLib (24 octobre 2017), Catalogue of Life (24 octobre 2017), FishBase (24 octobre 2017), ITIS (24 octobre 2017), NCBI (24 octobre 2017) et World Register of Marine Species (24 octobre 2017) :
- Notorynchus cepedianus (Péron, 1807)

Selon Paleobiology Database (24 octobre 2017) :
- Notorynchus cepedianus
- Notorynchus maculatus

Liste d’espèces éteintes[réf. nécessaire] : 
- †Notorynchus borealus Jordan & Hannibal, 1923
- †Notorynchus kempi Ward, 1979
- †Notorynchus lawleyi Cigala Fulgosi, 1983
- †Notorynchus primigenius Agassiz, 1843
- †Notorynchus serratissimus Agassiz, 1843
- †Notorynchus subrecurvus Oppenheimer, 1907